# 14. Marineflakregiment
Het 14. Marineflakregiment was een Duitse militaire eenheid in de Tweede Wereldoorlog. De eenheid werd in maart 1940 opgericht. Tijdens haar gehele bestaan was het gestationeerd in Brunsbüttel, waar het voornamelijk belast werd met de bescherming van de haven tegen luchtaanvallen. In april 1945 werd de eenheid opgeheven.
Het 14. Marineflakregiment was onderdeel van het Abschnitt Brunsbüttel, dat weer onder de Küstenbefehlshaber Nordfriesland viel. 

## Commandanten
- Fregattenkapitän Conrad Engelhardt (maart 1940 - 24 mei 1940)
- Kapitän zur See Albert Liesmann (25 mei 1940 - juli 1943)
- Kapitän zur See Karlhans Heye (juli 1943 - april 1945)

## Samenstelling
- Marineflakabteilung 224
- Marineflakabteilung 254
- Marineflakabteilung 274
- Marineflakabteilung 294
- 10. Marinenebelabteilung